# Hans Klok
Hans Klok, celým jménem Johannes Franciscus Catharinus Klok (* 22. února 1969 Purmerend), je nizozemský iluzionista.
Kouzelnictví se věnuje od deseti let a ve čtrnácti letech se stal juniorským mistrem Evropy. Původně vystupoval s asistentkou Sittah Koene, která se roku 1998 vydala na sólovou dráhu. Společně získali cenu Henk Vermeijden Cup.
Ve svých show využíval celebrity jako byli André van Duin, Alexa Chung, Kate Moss, Linda Lusardi nebo skupina Chippendales. Spolu s Pamelou Andersonovou vystupoval v Las Vegas s programem The Beauty of Magic. Při losování mistrovství světa ve fotbale 2006 v Lipsku nechal zmizet a znovu se objevit mistrovskou trofej. Je označován za nejrychlejšího kouzelníka na světě, v seriálu BBC One The Magicians předvedl rekordní počet dvanácti triků za pět minut. V roce 2012 byl přijat do elitního „vnitřního kruhu“ organizace iluzionistů The Magic Circle.
Účinkoval v pořadech The World's Greatest Magic na stanici NBC, Le Plus Grand Cabaret du Monde na TV5Monde a Make Up Your Mind na RTL Nederland. Měl cameo ve filmech Sinterklaas en het Geheim van de Robijn, De Grote Sinterklaasfilm en de strijd om pakjesavond a De Boskampi's. Získal německou televizní cenu pro baviče roku Goldene Europa a Stříbrného klauna na Mezinárodním cirkusovém festivalu v Monte Carlu. Působí jako dobročinný vyslanec UNICEF. V roce 2019 mu byl udělen Oranžsko-nasavský řád.
Hlásí se k homosexuální orientaci a s partnerem plánuje sňatek.